# Jean Schlumberger
Jean Schlumberger (Mulhouse, 24 juni 1907 – 29 augustus 1987) was een Franse sieradenontwerper, vooral bekend voor zijn ontwerpen voor Tiffany & Co.

## Levensloop
Schlumberger werd geboren in de Elzas, toen deel van het Duitse Keizerrijk, als zoon van een industrieel actief in de textielproductie. Na een kort verblijf in Berlijn als bankbediende trok hij naar Parijs waar hij kennismaakte met de bloeiende kunstenaarsgemeenschap die daar in de jaren 1920 bestond. Hij waagde zich aan mode en de uitgeverswereld, maar koos voor het ontwerpen van sieraden. Aanvankelijk werkte hij met goedkope materialen (koraal, schelpen of porselein) voor verschillende modehuizen. Vanaf 1937 werkte hij samen met couturière Elsa Schiaparelli, waardoor Schlumberger en zijn 'bijoux fantaisie' internationale aandacht kregen. In 1938 begon hij te werken met edele materialen.
Tijdens de Tweede Wereldoorlog was Schlumberger in dienst van het Franse leger. Hij maakte de gevechten bij Duinkerke mee en trad later in dienst van de Vrije Fransen van generaal De Gaulle. In 1946 verhuisde hij naar New York en opende er met zijn jeugdvriend en zakenpartner Nicolas Bongard een boetiek op East 63rd Street.
In 1956 trad Schlumberger in dienst van Tiffany & Co. Hij werd door Walter Hoving aangetrokken om het merk een nieuwe dynamiek te geven. Schlumberger kreeg artistieke vrijheid en de titel van vicepresident en werd ook de eerste ontwerper die bij naam genoemd werd. Hij bleef meer dan twintig jaar actief bij Tiffany & Co.

## Ontwerpen

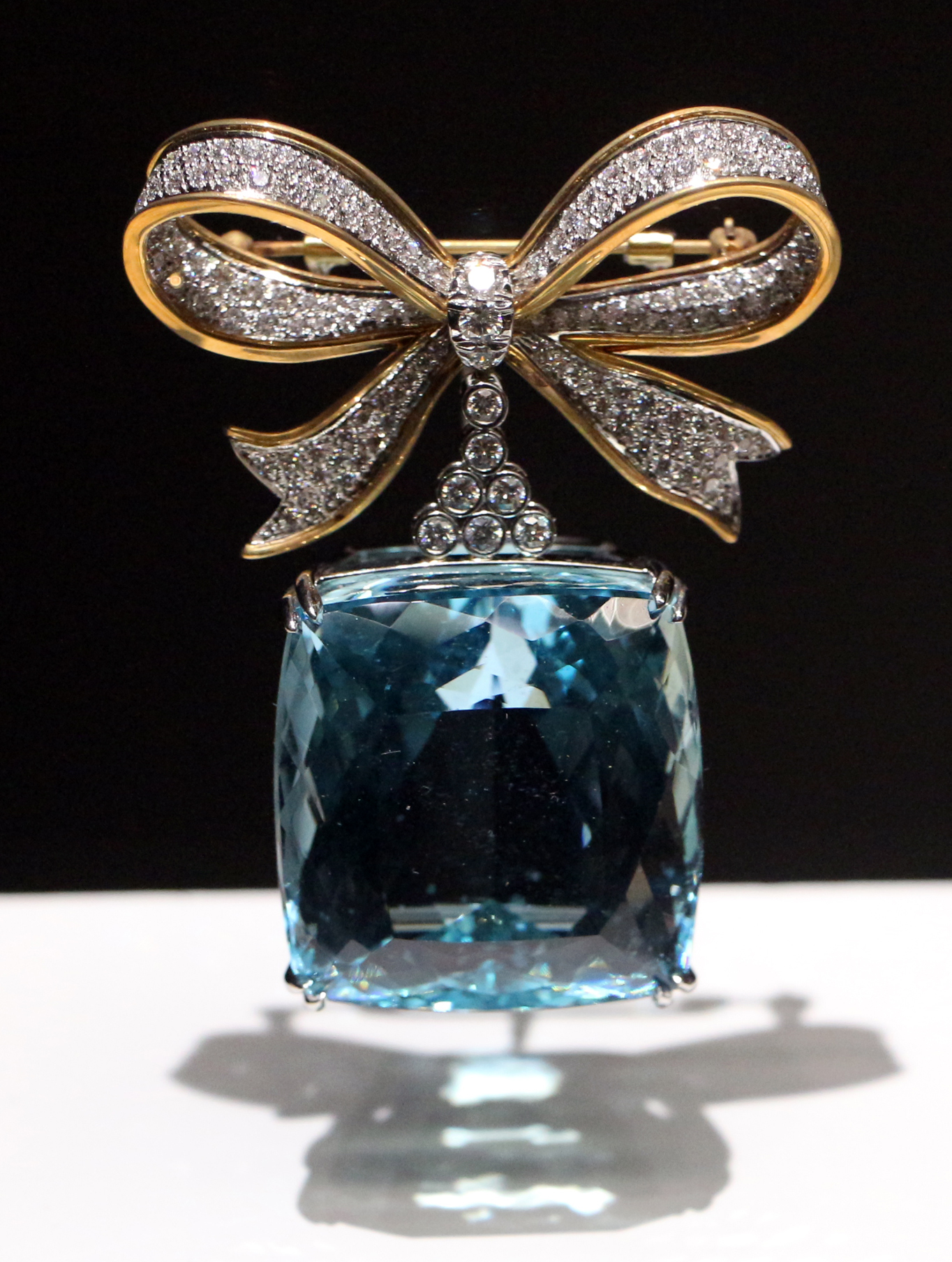
Ontwerp voor Tiffany & Co. met een aquamarijn

Schlumberger stond bekend om zijn dromerige stijl en zijn voorliefde voor gekleurde edelstenen, tweekleurige edelmetalen en uitbundige lijnvoering.
- Trophée de Vaillance (broche)
- Pot de Fleurs
- Bird on a Rock (broche)
- Croisillon (armbanden)
- Morning Glory (halsketting)

## Tentoonstellingen
- Galerij Wildenstein & Co. (New York), 1961
- Musée des Arts Décoratifs (Parijs), 1995